# Heloiza (imię)
Heloiza – imię żeńskie. Francuski odpowiednik angielskiego imienia Eloise o niejasnym pochodzeniu. Prawdopodobnie wywodzące się z imienia greckiego boga Heliosa. Rozsławiła je żona słynnego średniowiecznego teologa francuskiego Piotra Abelarda.
Heloiza imieniny obchodzi 11 lutego, 15 marca i 9 lipca.